# 斑背燕尾
斑背燕尾（学名：Enicurus maculatus）为鶲科燕尾属的鸟类，俗名东方花尾燕。中国大陆的福建、四川、云南、西藏等地，以及阿富汗、孟加拉国、不丹、印度、缅甸、尼泊尔、巴基斯坦和越南等国。斑背燕尾一般栖息于海拔800-2000米间的地带以及常出没于林区溪边和河流旁。该物种的模式产地在喜马拉雅山脉地区。
其种加词“maculatus”意为“有斑点、斑块、斑纹的”。

## 亚种
- 斑背燕尾华南亚种（学名：Enicurus maculatus bacatus）。分布于越南以及中国大陆的福建、云南等地。该物种的模式产地在云南东南部倮姑寨。[2]
- 斑背燕尾云南亚种（学名：Enicurus maculatus guttatus）。分布于印度、尼泊尔、不丹、孟加拉、缅甸以及中国大陆的四川、云南、西藏等地。该物种的模式产地在锡金,印度Darjeeling。[3]
- 斑背燕尾指名亚种（学名：Enicurus maculatus maculatus）。分布于巴基斯坦、印度、尼泊尔以及中国大陆的西藏等地。该物种的模式产地在喜马拉雅山脉地区。[4]